# Lafoea regia
Lafoea regia är en nässeldjursart som beskrevs av John Fraser 1948. Lafoea regia ingår i släktet Lafoea och familjen Lafoeidae. Inga underarter finns listade i Catalogue of Life.